# Et in Arcadia ego
„Et in Arcadia ego“ е латинско изречение, вариация на темата „помни, че се си смъртен“ (memento mori). Като надпис е използвано в живописта и служи за название на картини от Джовани Франческо Барбиери и от Никола Пусен.

## В литературата
Елиас Л. Ривърс смята, че изречението Et in Arcadia ego възхожда към стих от Вергилий, Пета Еклога (т.е. Буколики 5), където става дума за погребението на Дафнис: Daphnis ego in silvis (подразбира се fui) „Дафнис аз бях в горите“ и че тук говори по-скоро погребаният в саркофаг в гората пастир, отколкото самата Смърт.
В своята пасторална поема „Аркадия“ (1504), на италиански, Джакопо Санацаро (Jacopo Sannazaro) утвърждава ранната модерна представа за Аркадия като за изгубен рай, излъчващ идилично блаженство, споменаван в носталгични епитафии.
Йохан Волфганг фон Гьоте в своето „Италианско пътешествие“ (Italienische Reise) (1816-17) използва „Et In Arcadia Ego“ като мото, но на немски „Auch ich in Arkadien!“. Гьоте видял картината на Гуерчино в Ченто (17 октомври 1786).
Фридрих Шилер в стихотворението „Resignation“ („Отречение“) (1786): „Auch ich bin in Arkadien geboren“ („Аз също в Аркадия роден съм“) – интересна вариация.
У Фридрих Ницше „Et in Arcadia ego“ е заглавието на дял 295, том II, Част втора („Скитникът и сянката“) на „Човешко, твърде човешко“ (1880). Пасажът рисува пасторален следобед във високите планини: „295. Погледнах надолу над вълните на хълмовете, към едно млечнозелено езеро, през ели и стари, сериозни смърчове, наоколо ми – всякакъв вид камъни, по земята – пъстро от цветя и треви. Едно стадо се движеше, разтягаше, провлачваше пред мен. В далечината, при хвойновия лес, под рязката светлина на залеза, стояха по една или на групи няколко крави, по-близките бяха по-тъмни. Всичко бе в покой и вечерна наситеност. Часът беше около пет и половина. Бикът на стадото беше навлязъл в белия пенлив поток и тръгна бавно срещу течението, като ту се отдаваше, ту се противеше, на бързия му бяг надолу – в това той сигурно намираше своего рода мрачно удоволствие. Две тъмнокафяви същества от бергамски произход бяха пастирите на стадото: момичето облечено почти като момчето. Отляво – скалисти урви и снежни плата над широките горски пояси; отдясно – два огромни вледенени шиповидни върха, високо над мен, плаващи в маранята на слънчевия аромат... Всичко бе величествено, тихо и светло. Цялата тази красота предизвикваше потръпване и тихо благоговение в мига на своето откровение. Несъзнателно, сякаш няма нищо по-естествено от това, човек поставя в този чист, остър Светлинен свят (в който няма нищо копнеещо, очакващо, пред- и зад- виждащо) гръцки герои, непременно трябва да се чувства като Пусен и неговия ученик – в едно и идилично, и героично. И така отделни люде също са и живели, така поставящи себе си в света и светът в себе си чувствайки, и между тях – един от най-великите хора, откривателят на героико идиличния начин на философстване – Епикур.“

## В изобразителното изкуство
Et in Arcadia ego (наричана още Аркадски пастири), създадена ок. 1618–1622. Днес тя е изложена в Националната галерия за антично изкуство в Рим. Картината изобразява двама пастири, взиращи се в череп, мишка и муха, разположени върху надгробен паметник с надписа „Et in Arcadia ego“. Според някои автор на това изречение бил Джулио Роспилиози (папа Климент IX). Скоро то станало крилата фраза в Италия. Фразата в изобразителното изкуство и в архитектурата фразата Et in Arcadia ego се среща за първи път тук, в тази творба. Иконографията в стил memento mori (Помни, че си смъртен), която се символизира в изкуството от човешкия череп, била доста популярна в Рим и Венеция от епохата на Ренесанса. Спомената за пръв път като част от колекцията на Антонио Барберини през 1644 г., по-късно картината била придобита от фамилията Колона ди Сциара през 1812 г., като се приписва на Бартоломео Скедони чак до 1911 г. Никола Пусен също рисува две картини с надпис Et in Arcadia ego около две десетилетия по-късно. Картината е свързана с „Марсий и Аполон“ пак на Гуерчино, намираща се в Палацо Пити (1618), където е изобразена същата група пастири.
След него най-прочути са двете платна на Никола Пусен (1594 – 1665). Те са пасторали – картини, изобразяващи идеализирани пастири от класическата античност, струпани около мрачна гробница. По-известната втора версия на сюжета, с размери 87 X 120 сантиметра, се намира в Лувъра, Париж, и също се нарича „Les bergers d'Arcadie“ („Пастирите от Аркадия, или Аркадските пастири“).
Преводът на израза е „Даже и в Aркадия, аз съществувам“. Обичайната интерпретация е, че с „Аз“ говори Смъртта, а Аркадия обозначава утопична, щастлива страна, своего рода земен рай. Следователно този мотив е подобен на memento mori (Помни, че си смъртен). През античността много гърци живеели в градове, близо до море, и водели градски (урбанизиран) начин на живот. Само Аркадия, намираща се насред Пелопонес, нямала големи градове, била далече от морето и водела пастирски живот. Затова за гърците от полисите, особено през елинистическата епоха, Аркадия символизирала чистия, селски, идиличен живот, далеч от градската суета.
Обаче Андре Фелибиен, биографът на Пусен, интерпретира фразата в смисъл, че човекът, погребан в тази гробница, е живял в Аркадия, с други думи, че някога той също на времето се е наслаждавал на земните радости. Това тълкувание е било обичайното за XVIII и XIX век. Например Уйлям Хазлит (William Hazlitt) пише, че Пусен изобразява „неколцина пастири, разхождащи се в една пролетна утрин и достигнали до гробница с надписа „Аз също бях аркадец“.
　　
Предишното тълкуване, при което „ego“ е Смъртта, сега се смята изобщо за по-вероятно. Двусмислеността на израза е послужила за предмет на прочуто есе на историка на изкуството Ервин Панофски.
И в двата случая обаче намерението е било да се създаде ироничен контраст между сянката на смъртта и обичайната веселост и нега, която въплъщават нимфите и лебедите на древната Аркадия.
Първата поява на гробница с паметен надпис за Дафнис сред идиличния пейзаж на Аркадия е у Вергилий – Пета Еклога на Буколики V 42 и сл. V 42 ff. Вергилий заимства идеализираните сицилиански селяни от „Идилиите“ на Теокрит, и ги поставя сред първобитната гръцка област Аркадия (вж. Еклоги VII и X). Идеята и заимствана отново в обкръжението на Лоренцо ди Медичи (Великолепни) през 1460-те и 1470-те години през епохата на флорентинския Ренесанс.
Първото картинно представяне на познатата тема „memento mori“, която била популярна във Венеция през XVI век, сега става още по-конкретна и жива чрез надписа ET IN ARCADIA EGO, е версията на Гуерчино, рисувана между 1618 и 1622 (намира се в Galleria Nazionale d'Arte Antica в Рим), в която надписът печели изразителност от доминиращото присъствие на предел план на черепа, под който са издълбани и думите.
Що се отнася до първата версия на Пусен, (днес в Chatsworth House), тя вероятно е изготвена именно като преработка на Гуерчино, и е много по-барокова, отколкото по-късната, което е характерно за ранното творчество на Пусен.
Версията от 1627 г. на Аркадските пастири, в Чатсуърт Хаус, изобразява различна гробница със същия надпис. В картината от Чатсуърт пастирите с интерес разкриват полувкопаната и буренясала гробница и четат надписа със заинтригувани изражения. Пастирката, стояща отляво, е облечена доста фриволно, за разлика от строгата си съответка от по-късната версия. Късната версия е с много по-геометрична композиция и фигурите са много по-съзерцателни. Подобното на маска лице на пастирката се придържа към канона на класическия „гръцки профил“.
Най-важната разлика между двете версии е, че в късната версия един от овчарите разпознава сянката на свой починал другар върху гробницата и описва с пръстта си силуета му. Според античната традиция (Вж. Плиний Стари, Естествена история Nat. hist. XXXV 5,15) такъв е именно момента, когато човечеството за първи път е открило изкуството на живописта. Следователно сянката на пастира е първият образ в историята на изкуството. Но сянката на гробницата е също и символ на смъртта (в първата версия символизирана от черепа върху гробницата). Значението на сложно преплетената композиция изглежда е това, че – от памтивека насам – откриването на изкуството е било съзидателният отговор на всяващото ужас откриване на смъртта и смъртността на човека. Следователно претенцията на Смъртта да наложи властта си дори и в Аркадия, е оспорвана от изкуството (в лицето на красиво облечена девойка) която трябва да настоява, че също е открита в Аркадия (Ars, Изкуство, на латински е от женски род.), и че тя навсякъде е законната владетелка, докато Смъртта е само узурпаторка на нейната власт. Пред лицето на смъртта дългът на изкуството, неговата 'raison d’être е да пази спомена за отсъстващите любими, да утешава тревогите, да предизвиква и смирява противоречиви чувства, да преодолява самотата и да улеснява изобразяването на неописуемото.

## Скулптура. Епиграфика
Mраморен барелеф без надписана дата от средата на XVIII век, е част от паметника на пастирите в градината на имението Шъгбъро, Стафордшир, Англия. Отдолу има тайнствен надпис, надписът от Шъгбъро, все още неразчетен. Преобърнатата композиция навежда на мисълта, че това е копие от гравюра, чиято композиция обикновено е обърната, тъй като отпечатъците от плочата дават огледален образ.
През 1832 г. бил скулптиран друг релеф като част от надгробния паметник на Никола Пусен в Рим, под бюста на художника. In the words of the art historian Richard Verdi, it appears as if the shepherds are contemplating „their own author's death.“ „Както е отбелязал Ричард Верди, смяната на контекста при Пусеновите пастири, които тук вече съзерцават смъртта на собствения си автор, подканва зрителя да се замисли над монумента на Пусен със същата тържественост и горчивина, с която натъжените пастири размишляват върху нахлуването на Смъртта в Аркадия.“
В съавторство с Джон Андрю скулпторът Иън Хамилтън Финли създава мраморен релеф, озаглавен „Et in Arcadia ego“ през 1976 г. Под него пише: „По Никола Пусен“. Основната част от релефа изобразява военен танк сред пасторален пейзаж. Освен това върху колона, разположена хоризонтално, сякаш е паднала, четем надписа: „АРКАДИЯ, съществително. Царство в съседство със Спарта.“

## Псевдоистория: анаграми, скрити значения
Въпреки че изразът „et in arcadia ego“ е номинален, без спрегнат глагол, той е правилен, понеже пропускането на спомагателния глагол в латинския език е напълно приемливо и обичайно. Псевдоисториците, незапознати с този аспект на латинската граматика, заключили, че изразът е непълен, липсва глагол, и започнали да спекулират, че той представлява някакво езотерично послание, прикрито зад някакъв код, може би анаграматичен. В „Светата кръв и свещения Граал“ Бейджент, Лий и Линкълн, под измамното впечатление, че изразът е неправилен, предполагат(!), че той е анаграма за „I!, Ego arcana Dei“, което на латински значи „Върви си! Аз тайна Божия“, което значело, че гробницата съдържа останките на Иисус или на друга някоя значителна библейска личност. Те твърдят, че Пусен бил посветен в тази тайна и че е изобразил реална местност. Авторите не ни обясняват защо гробницата във втората версия на картината трябва да съдържа тази тайна, а първата, която е доста по-различна – не. В крайна сметка това гледище е отхвърлено от историците на изкуството.
В книгата си „Гробът Божий“ (The Tomb of God) Ричард Андрюс и Пол Шеленбъргър, развивайки тези идеи, теоретизират, че в латинското изречение липсва думата „sum“ („съм“). Според тях допълнената фраза et in arcadia ego sum можела да бъде анаграма за „Arcam Dei tango Iesu“, което значи „Докосвам гробницата на Бог Иисус“.
Да разгледаме хода на тяхната аргументация:
- Латинският израз е непълен.
- Допълването на липсващата дума е правилно.
- Веднъж допълнено, изречението трябва да се разглежда като анаграма (!)
- Андрюс и Шеленбъргър, от многобройните възможности, са избрали правилната анаграма.

Освен това същите са убедени, че изобразената гробница се намира в Понти (Pontils), близо до Рен льо Шато (Rennes-le-Château). Пиер Жарнак вече бе стигнал до извода, че гробницата е започната от собственика на земята Жан Галибер, който бил погребал там съпругата си и баба си в обикновен гроб. Техните тела били ексхумирани и препогребани другаде, след като земята била продадена на Луис Лорънс, американец от Кънектикът, който емигрирал тук.
Той погребал в този гроб майка си и баба си и построил каменна гробница. И Мари, и Жарнак са интервюирали сина на Лорънс, Адриен Бурел, който свидетелствал, че строежът на гробницата е от 1933 година, когато той бил малко момче. Пиер Плантар, създателят на митологията за „Орден на Сион“ се опитва да докаже, че гробницата в Ле Понтий била „прототип“ за картината на Пусен, ала тя била разположена непосредствено срещу селска къща (зад един храсталак) и не била „насред пустошта“ както обикновено се предполага. Плантар също претендира, че изразът „Et in Arcadia ego“ бил девиз на неговото семейство от дълги поколения. Гробницата била разрушена през 1988 от собственика, с разрешение на местните власти.

## Други появи
- Et in Arcadia Ego e заглавието на първа книга на „Завръщане в Брайдсхед“ от Ивлин Уо, където разказвачът, Чарлз Райдър, описва стаята си, украсена с череп, който носи такъв надпис.[13]
- В „Кървав меридиан или червен сумрак на запад“ на Кормак Маккарти, върху пушката на съдията Холдън има надпис, гласящ Et in Arcadia Ego. За първи път нещо от класиците попада върху върху пушката на човек, който се отнася към нея като към живо същество.[14]
- Бен Окри в „In Arcadia“ проследява живота на снимачния екип, снимащ филм за творчеството на Никола Пусен.[15]
- Et in Arcadia ego е заглавието на пиеса на Том Стопард, в която фразата се ползва погрешно от един от героите, чиято грешка е разкрита от други две действащи лица.[16]
- „Et in Arcadia Ego“ е също заглавие на произведение на чешкия писател фантаст Симон Седивак, където Аркадия е описана като планета.
- В „Земетръсно време“ на Тим Пауърс изречението се интерпретира като недовършено, със значение „Дори и в Аркадия, аз...“, играейки ролята на темитична връзка между Краля на рибарите и Дионис в качеството му на психопомп (водител на душите в отвъдния свят.
- „Arcadia“ е името на една от бандите, фромирани след разпадането на Дюран Дюран през 1985 г. от Саймън Ле Бон, Ник Роудс и Роджър Тейлър, според слуховете, именно заради платното на Пусен.[17]